# Курбаткин, Павел Семёнович
Павел Семёнович Курбаткин (24 декабря 1898 года, Одесса — 1 ноября 1956 года, Ташкент) — советский военачальник, генерал-лейтенант (1944).

## Биография
Родился в Одессе в 1898 году. Работал чернорабочим в мастерских на железной дороге.
В августе 1917 года вступил в железнодорожный отряд Красной гвардии. С этим отрядом участвовал в январских боях по установлению Советской власти в Одессе.
С 1918 года — на военной службе в Красной Армии. Член ВКП(б) с 1918 года. Участвовал в Гражданской войне на Южном, Украинском и Кавказском фронтах. В боях был неоднократно ранен.
Окончил 37-е Тихорецкие советские пехотные курсы в 1921 году. С 1921 года служил в 1-й Туркестанской стрелковой дивизии: командир взвода и командир роты 2-го Туркестанского стрелкового полка, политрук полковой школы, помощник командира полка и начальник штаба 247-го Туркестанского горнострелкового полка. Служил в Кушке, Ашхабаде, Алма-Ате, Ташкенте. Несколько лет участвовал в боевых действиях по ликвидации басмачества в Средней Азии. Также в 1927 году окончил Ташкентскую Объединённую военную школу имени В. И. Ленина. С января 1934 года командовал 247-м стрелковым полком 83-й горнострелковой дивизии Среднеазиатского военного округа.
С лета 1937 по июль 1938 года участвовал в гражданской войне в Испании, был советником командира 24-й пехотной дивизии в республиканской армии. По возвращении из Испании в январе 1939 года назначен заместителем командующего войсками Среднеазиатского военного округа. Во время службы в этой должности окончил курсы усовершенствования высшего начальствующего состава при Академии Генерального штаба РККА в 1940 году.
Во время Великой Отечественной войны сначала оставался в той же должности, а с 1 декабря 1941 года командовал войсками Среднеазиатского военного округа. Участвовал в планировании и в подготовке войск для проведения Иранской операции в августе-сентябре 1941 года. Был награждён двумя орденами за успешную работу по подготовке пополнений и новых воинских частей для действующей армии.
После того, как 6 июля 1943 года в окружном артиллерийском складе № 42 на станции Арысь под Ташкентом произошел взрыв боеприпасов, в результате которого и возникшего пожара погибло 4 и ранено 46 человек, уничтожено 414 вагонов боеприпасов, сгорели постройки склада, приказом народного комиссара СССР И. В. Сталина от 16 августа 1943 года был «за преступную бездеятельность» предан суду военного трибунала, с отстранением на время следствия от занимаемой должности (с рядом других руководителей и офицеров округа). Однако данных о рассмотрении дела Курбаткина трибуналом не имеется, не был он снят и с должности. Более того, менее чем через 3 месяца после этого приказа генерал Курбаткин был награждён орденом Отечественной войны.
С июня 1944 года — командующий войсками Харьковского военного округа. С июля 1945 года — командующий войсками Степного военного округа.
С мая 1946 года — помощник командующего Туркестанским военным округом по вузам, с 1946 — заместитель командующего войсками Туркестанского военного округа по местным органам военного управления, с 1948 года — вновь помощник командующего войсками Туркестанского военного округа по вузам. В июне 1955 года генерал-лейтенант П. С. Курбаткин уволен в запас.
Избирался депутатом Верховного Совета СССР 2-го созыва (1946—1950), Верховного Совета Узбекской ССР, Верховного Совета Таджикской ССР.
Умер в 1956 году. Похоронен на Боткинском кладбище Ташкента.
Сын генерала, Геннадий Павлович Курбаткин (1930—2011), советский и российский учёный—метеоролог, член-корреспондент АН СССР (1976).

## Воинские звания
- майор (29.01.1935)
- полковник (22.02.1938)
- комбриг (31.07.1938)
- комдив (21.01.1939)
- генерал-майор (4.06.1940)
- генерал-лейтенант (2.11.1944)

## Награды
- орден Ленина (21.02.1945);
- четыре ордена Красного Знамени (2.03.1938, 22.01.1942, 3.11.1944, 6.11.1947);
- орден Отечественной войны 1-й степени (12.11.1943);
- орден Трудового Красного Знамени Туркменской ССР (5.11.1932)[5];
- медали СССР.

## В кинематографе
В фильме «Калашников» (2020) роль генерала Курбаткина исполнил Виталий Хаев.